# Westertor (Memmingen)

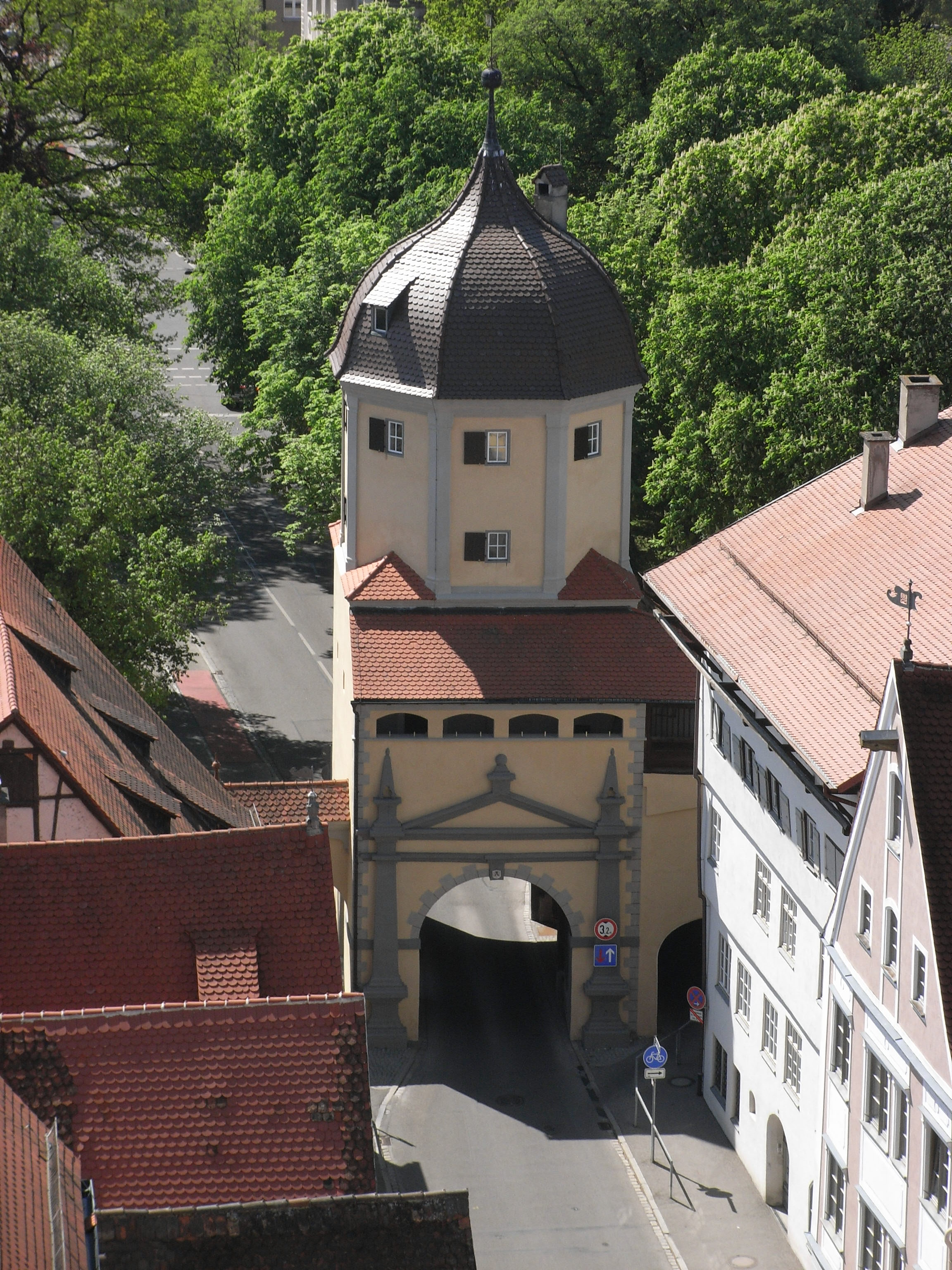
Das Westertor von St. Martin aus fotografiert

Das Westertor ist ein Stadttor der oberschwäbischen Stadt Memmingen in Bayern. Es steht an der Westseite der Altstadt zwischen dem Kerkerturm und dem Lindauer Tor.

## Aussehen
Sein Aussehen geht auf den Beschuss der Kaiserlichen im Dreißigjährigen Krieg zurück. Damals sah es ähnlich aus wie heute das Ulmer und das Kempter Tor. Auf dem rechteckigen Unterbau sitzt ein Achteckbau, ähnlich wie beim St.-Martins-Turm. Den Abschluss bildet eine welsche Haube. Innen und außen ist jeweils ein kleines Schild in Wappenform mit dem Reichsadler und dem doppelten Stadtwappen angebracht.

## Geschichte
Die Geschichte des Westertores beginnt mit der Stadtwerdung Memmingens. Bereits um 1150 wurde es erbaut und im 14. Jahrhundert durch ein hohes Satteldachtor ersetzt. Nach der Beschießung durch die kaiserlichen Truppen im Dreißigjährigen Krieg wurde es 1648 erneuert. 1660 wurde es in die heutige Form umgebaut. 